# Île de Palmaria
Pour les articles homonymes, voir Palmaria.
L’île de Palmaria est une île de la mer de Ligurie, située à l’extrémité occidentale du golfe de La Spezia. Elle fait face à la ville de Portovenere, de laquelle elle est séparée par un bras de mer baptisé Les Bouches de 150 m de large dans sa partie la plus étroite. Cette île fait partie d'un archipel composé des îles du Tino et du Tinetto. Son territoire appartient à la commune de Portovenere. Depuis 1997, l'île de Palmaria, ainsi que les îles du Tino, du Tinetto, Porto Venere et les Cinque Terre, a été admise au patrimoine mondial de l'UNESCO.

## Description
L'île de Palmaria, avec sa superficie de 6,5 km2, est la plus grande des trois îles du golfe de La Spezia en mer Méditerranée; les deux autres îles, Tino et Tinetto se rencontrant en descendant de quelques centaines de mètres en ligne droite vers le Sud de l'île.
Elle est de forme triangulaire : les côtés visibles de l'île depuis Portovenere et le golfe de La Spezia sont les plus dégradés. Ils descendent doucement jusqu'au niveau de la mer, recouverts d'une végétation typiquement méditerranéenne. Le côté situé vers l'ouest, c'est-à-dire vers la mer ouverte, est au contraire caractérisé par de hautes falaises à pic posées sur l'eau, dans lesquelles se trouvent une grande quantité de grottes. Les côtés les plus dégradés comportent quelques habitations privées, un petit restaurant (à Pozzale) et surtout des complexes balnéaires, certains publics, d'autres réservés aux membres de la Marina Militare ou de l'Aeronautica Militare.
Lorsque l'on regarde le côté occidental de l'île, on peut se rendre compte qu'il est le plus difficile d'accès. On peut y noter la présence de la Grotta Azzurra, visitable en barque, et de la Grotte dei Colombi, que l'on peut rejoindre uniquement en descendant à l'aide de cordes. Dans cette dernière grotte se trouvent quelques restes de la civilisation des hommes préhistoriques. Cette dernière en particulier s'est révélée très importante dans l'étude des évènements historiques du golfe, car contenant des fossiles d'animaux datant du Pléistocène, des chamois et des hiboux conservés par la glace, mais surtout des restes de sépultures humaines qui attestent de la présence de l'Homme sur l'île depuis plus de cinq mille ans.
On retrouve aussi sur l'île de nombreux monuments historiques: au sommet, dans le territoire militaire inaccessible aux visiteurs, on découvre le fort Humbert Ier d'Italie ainsi que le fort Cavour ; près de la pointe École, une prison du début du XIXe siècle, réhabilitée il y a quelques années et reconvertie en musée ; à l'intérieur de l'île se trouvent aussi encore quelques bunkers utilisés durant la Seconde Guerre mondiale et restés en position d'artillerie côtière, dans une zone totalement inaccessible, submergée par la végétation. Près du fort Humbert Ier d'Italie on peut noter la présence d'un feu tricolore.
Enfin, dans la partie méridionale de l'île se trouve une cavité abandonnée qui fut longtemps utilisée pour l'extraction du marbre noir à striures dorées. On y trouve encore les restes des grues, des outils utilisés pour déplacer les blocs de marbre et même les murs des anciennes habitations des miniers.

## Habitat naturel

### Flore

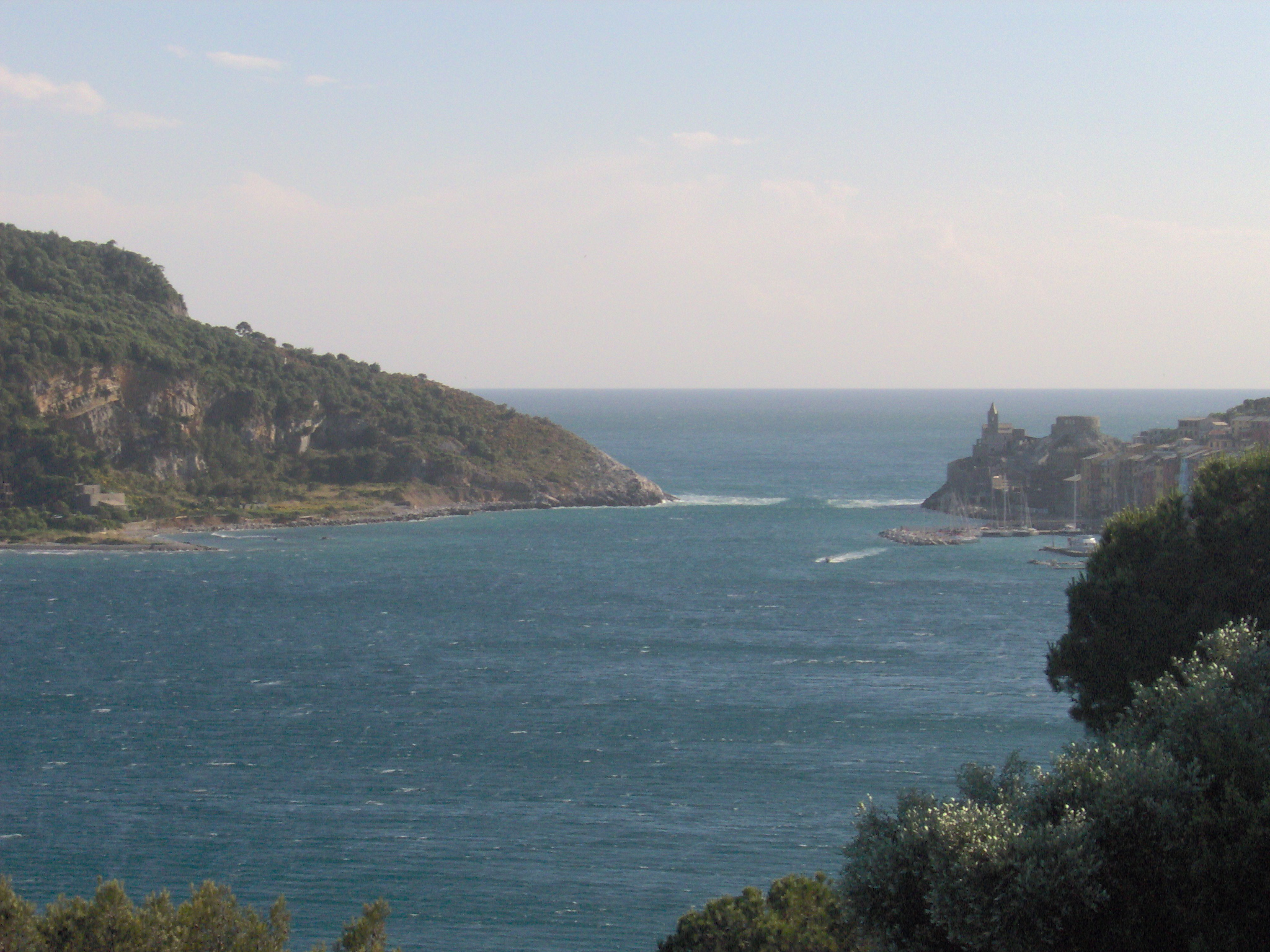
Les bouches de Portovenere

La flore de l'île est composée d'environ 500 espèces différentes. La végétation originelle, qui devait être constituée de maquis méditerranéen et de bosquets de chêne vert, a été modifiée par des causes anthropiques telles que le feu, l'agriculture ou encore l'introduction de plantes et d'animaux (platane, palmier, lapin)…
Aujourd'hui, les pins (Pinus pinaster et Pinus halepensis) occupent l'espace avec des essences typiquement méditerranéennes telles que le chêne vert (Quercus ilex), le chêne pubescent (Quercus pubescens), le lentisque (Pistacia lentiscus), l'arbousier (Arbutus unedo), les cistes (Cistus monspeliensis, Cistus salviifolius et Cistus incanus), un genêt dit d'Espagne (Spartium junceum)…
D'autres formations végétales se rencontrent sur l'île telles que le maquis, l'euphorbe (Euphorbia dendroides) et, sur les rochers les plus proches de la mer, la criste marine (Crithmum maritimum).
Il faut aussi rappeler l'émergence florale des centaurées (Centaurea cineraria veneris, Centaurea aplolepa lunensis), endémiques de la Ligurie orientale et du tabouret lilas (Iberis umbellata var. linifolia), exclusivement présent sur l'île de Palmaria. Enfin, d'autres plantes telles que le Brassica oleracea robertiana, le Serapias neglecta et le Cistus incanus, rares en Ligurie, se rencontrent dans la partie septentrionale de l'île.

### Faune

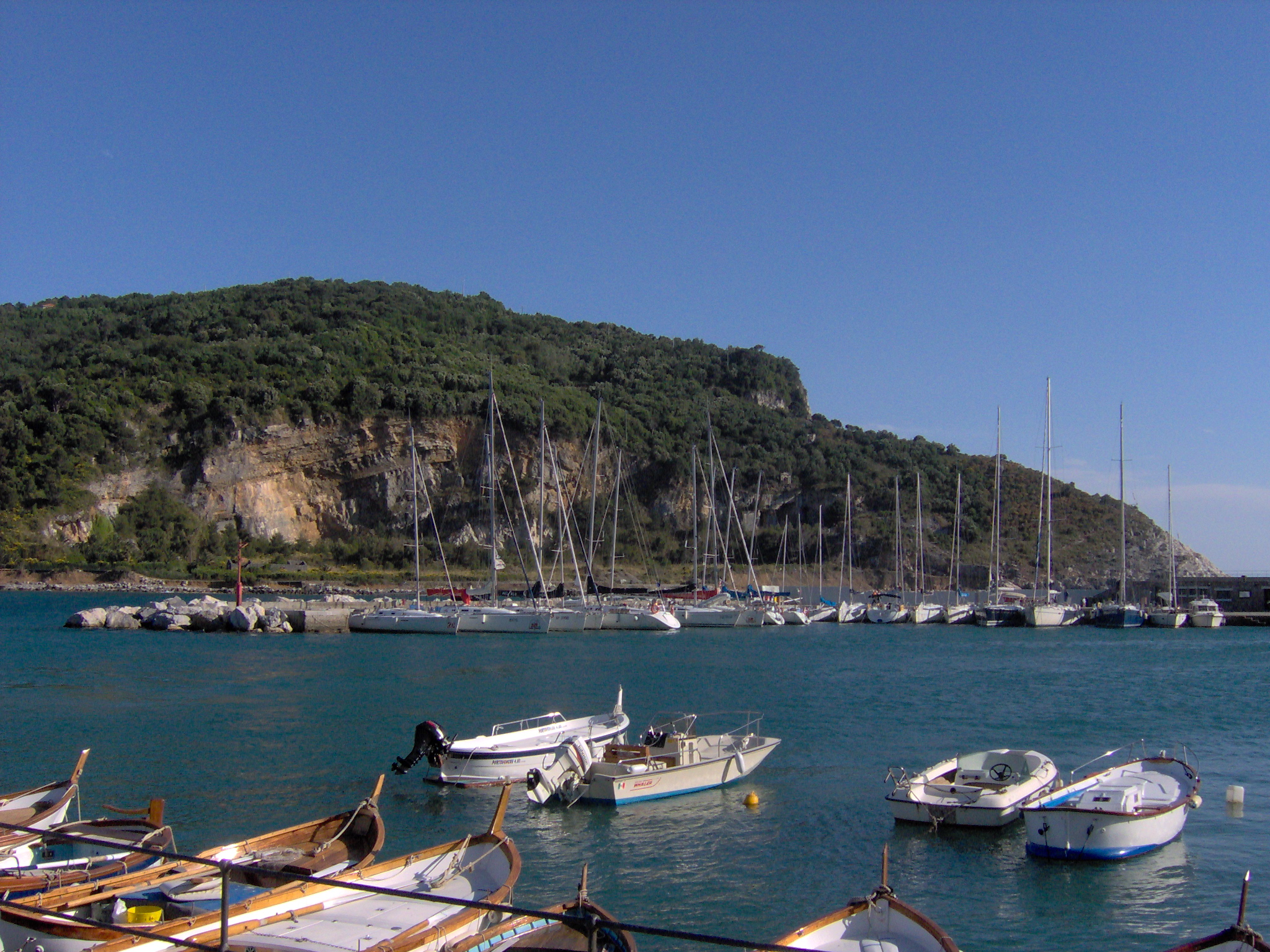
L’île de Palmaria vue de la jetée de Portovenere

Sur l'île se trouvent quelques-unes des plus importantes espèces de reptiles tel que le Phyllodactylus europaeus, le plus petit des geckos européens, reconnaissable par l'absence de tubercules sur son côté dorsal. Outre sur Palmaria et sur les îles du Tino et du Tinetto, ce gekkonidae est présent localement en Ligurie.
Parmi les oiseaux habitant l'île, nous pouvons citer le guêpier (Falco tinnunculus), le faucon pèlerin (Falco peregrinus), l'épervier (Accipiter nisus), la perdrix rouge (Alectoris rufa), quelques espèces de goéland (Larus argentatus, Larus michahellis), le corbeau impérial (Corvus corax), le passereau solitaire (Monticola solitarius) ou encore le cormoran huppé (Phalacrocorax aristotelis).
Parmi les mammifères, nous pouvons mentionner les pipistrelles présentes dans les grottes: l'oreillon (Plecotus auritus), le grand rhinolophe (Rhinolophus ferrumequinum) ainsi que le petit rhinolophe (Rhinolophus hipposideros). Sont également présentes des colonies de lapins et de chèvres, des résidus d'un récent passage de l'Homme lorsque l'île était plus habitée.
À signaler aussi la présence d'un coléoptère Parmena solieri, espèce endémique tyrrhénienne, sa présence étant liée à celle du maquis d'euphorbe.

## Liaisons maritimes

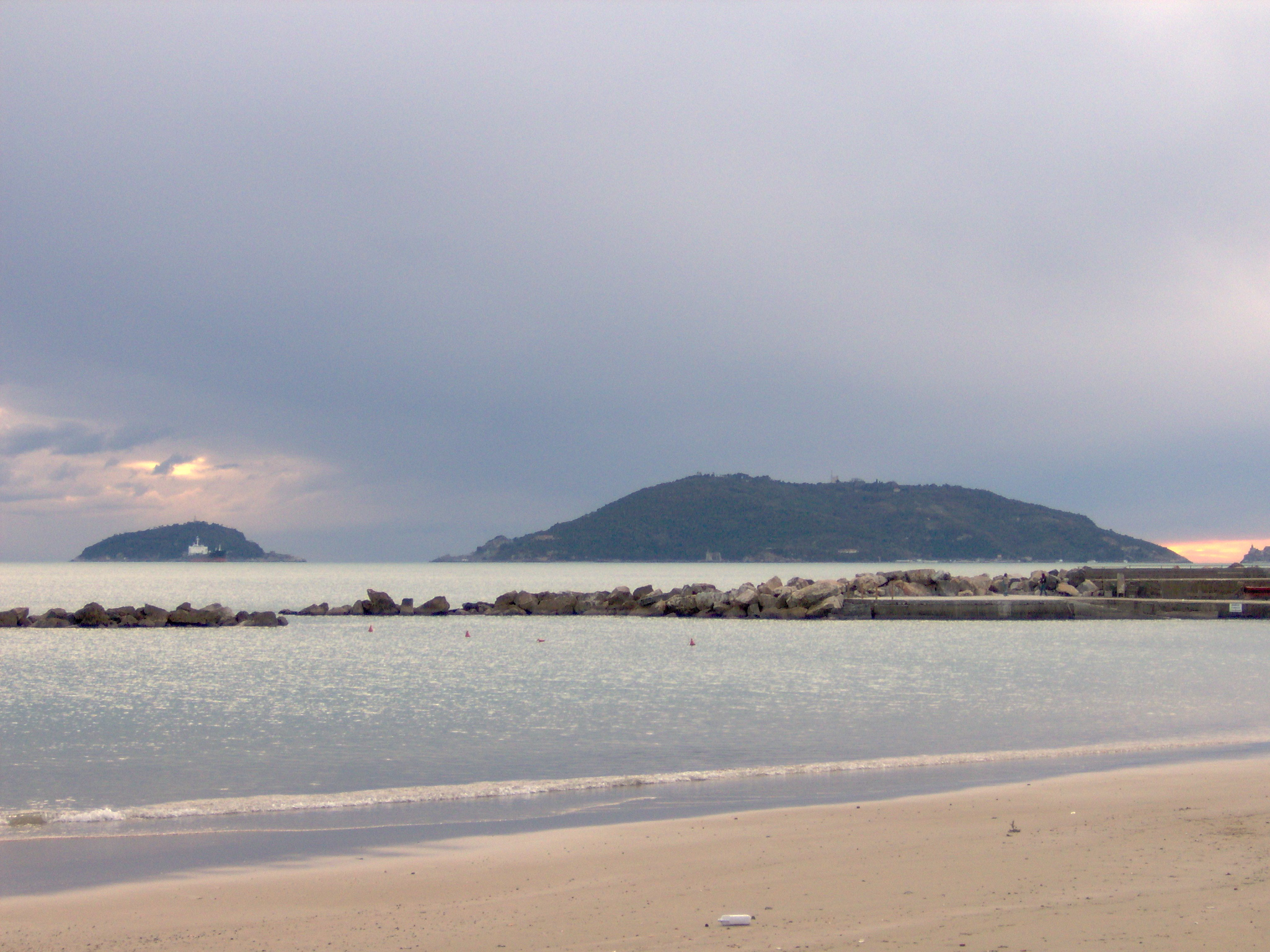
L’île de Palmaria et Tino, vus de la plage de San Terenzo

Aujourd'hui pour rejoindre l'île il est possible d'emprunter des embarcations privées ou, durant les mois d'été, de prendre une des navettes permettant de rattacher l'île à Portovenere, Lerici et La Spezia.

## Galerie d'images

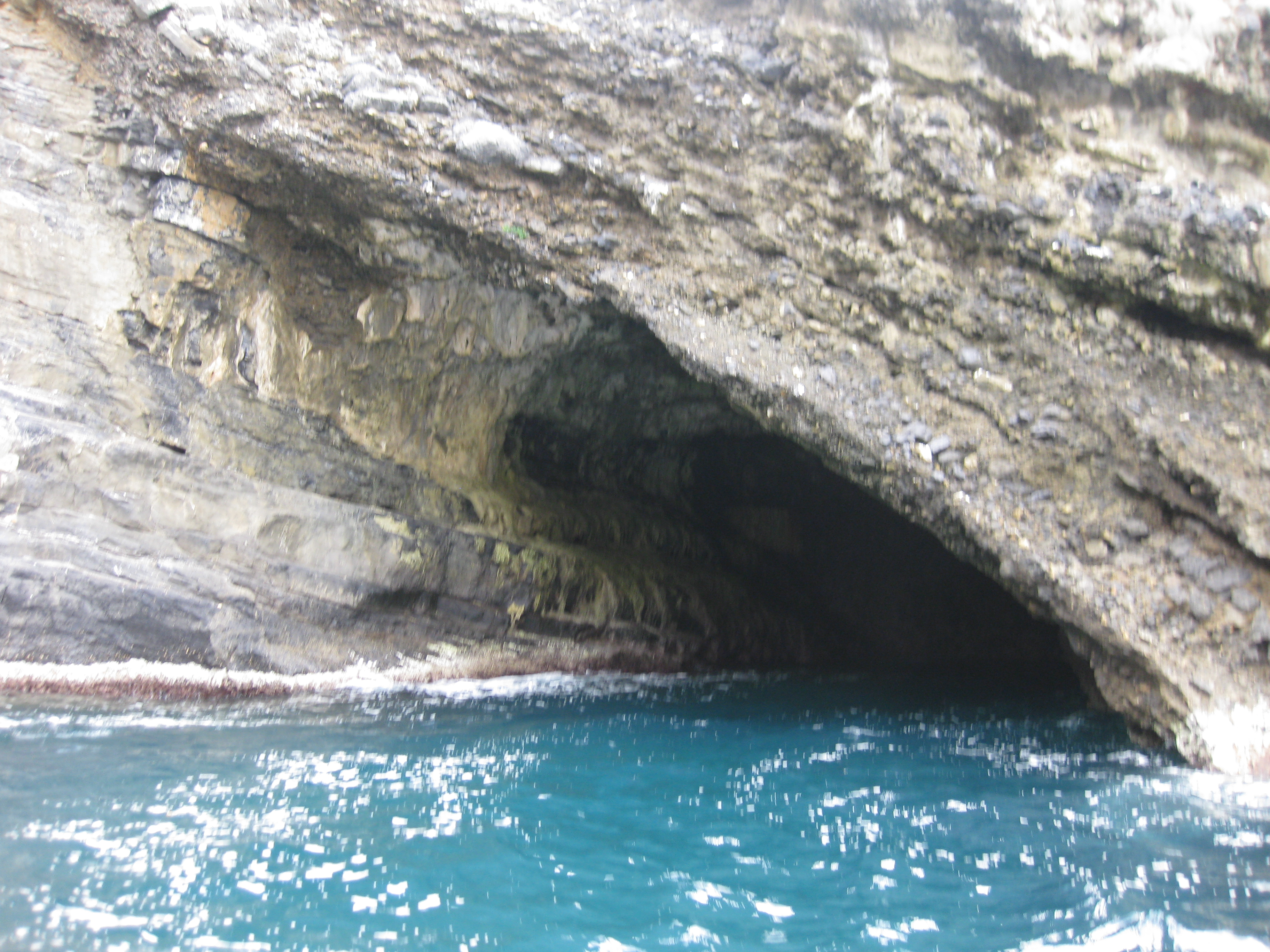
La Grotte Bleue
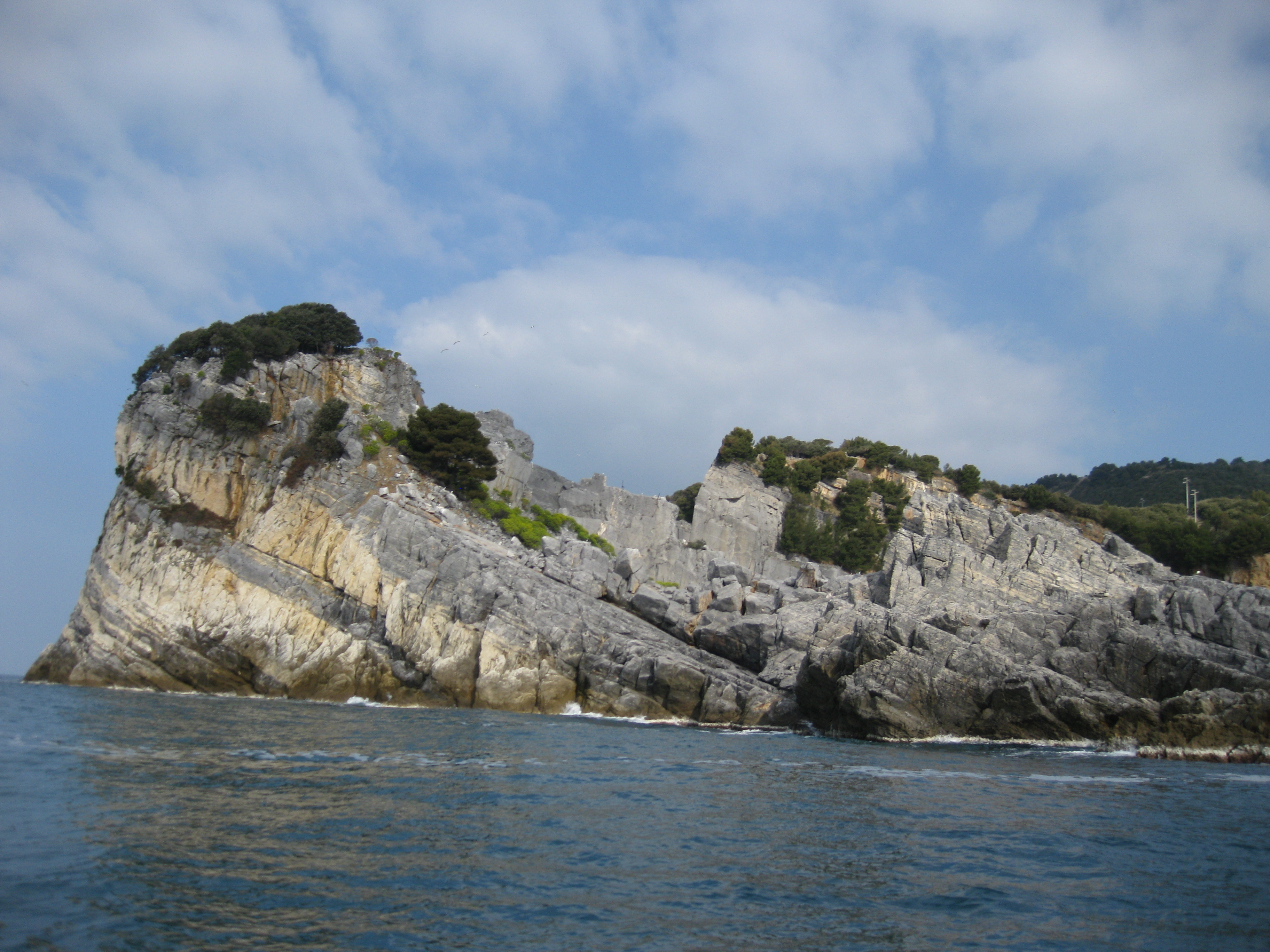
La côte rocheuse
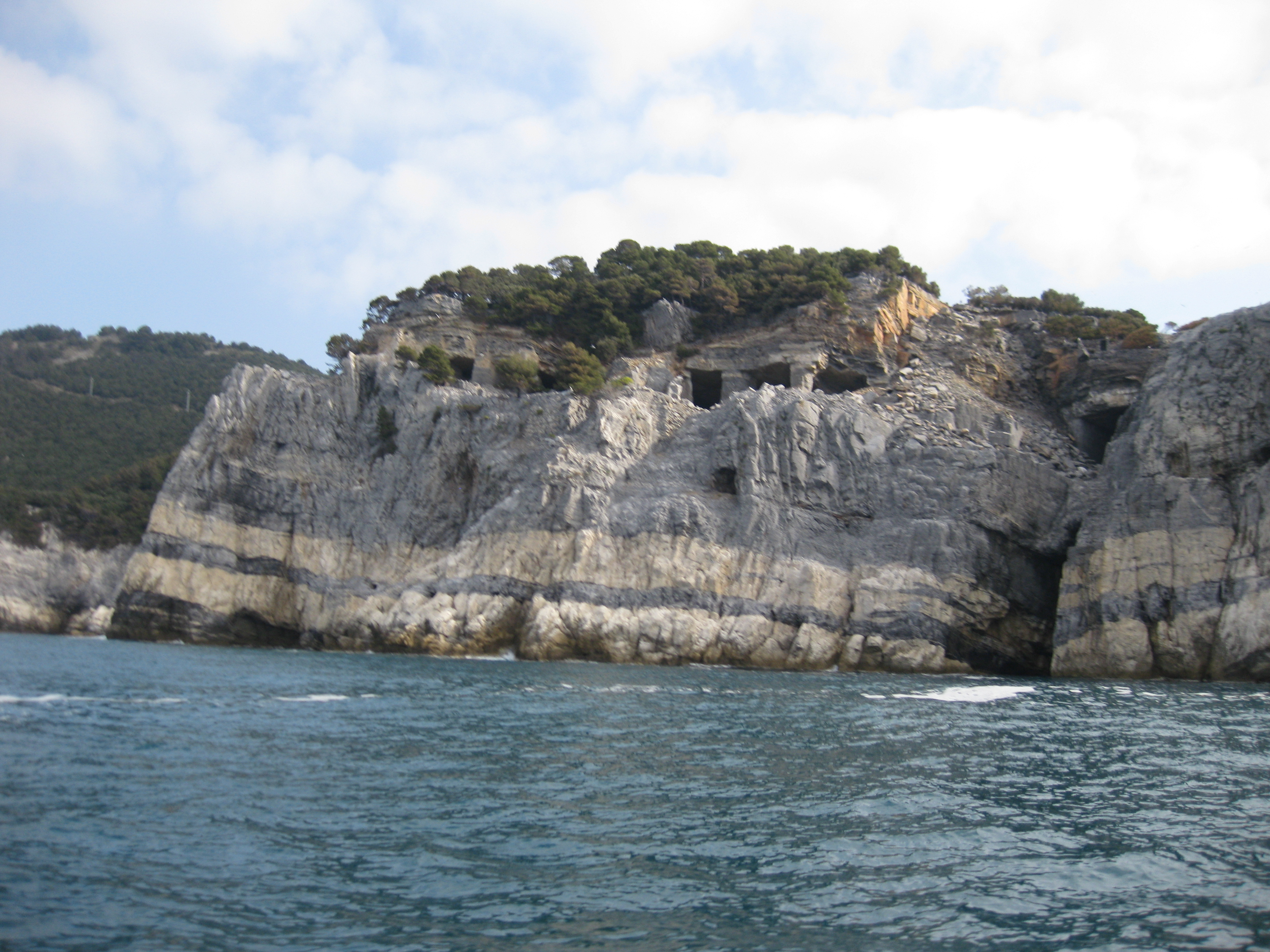
Les grottes de marbre
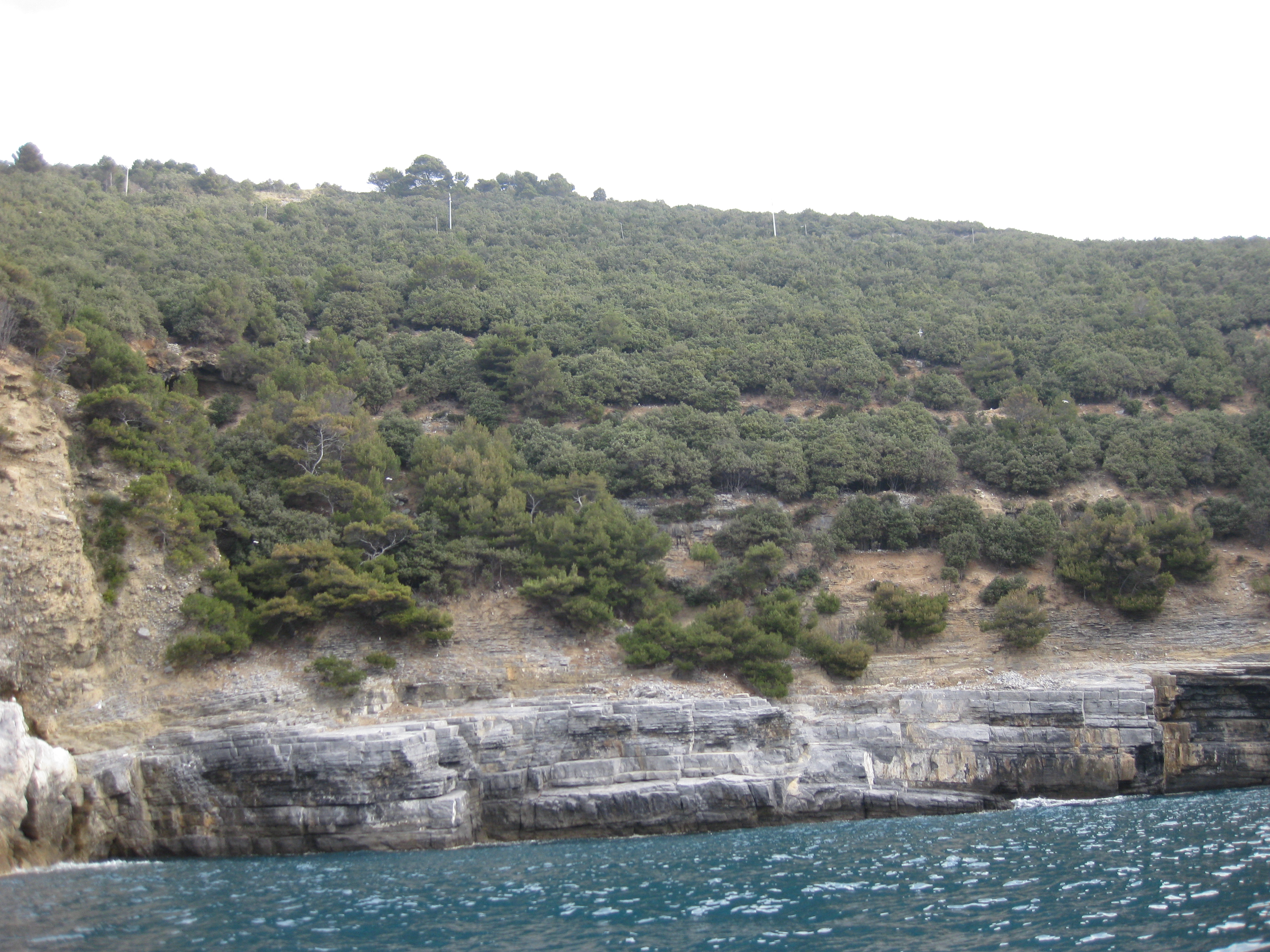
La végétation
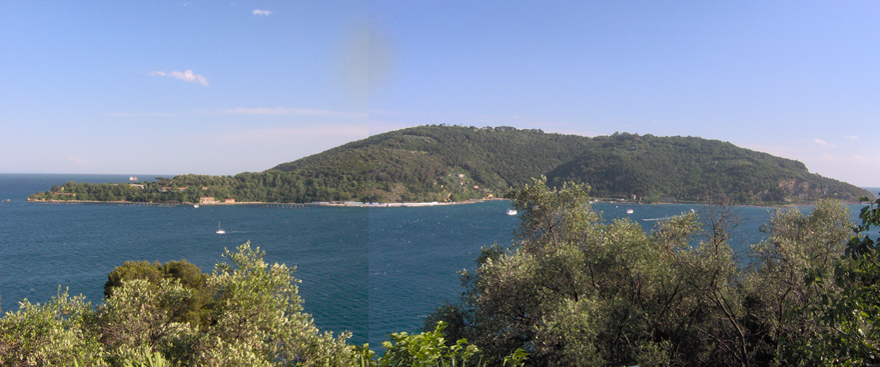
Palmaria Island, 2006

## Anecdotes
- À la fin des années 1960, la population de La Spezia s'est retrouvée à affronter une curieuse augmentation du nombre de chats en ville. Après quelques mois ces félins s'étaient rendus coupables de nombreuses agressions à la personne, amenant  alors la population à demander des mesures à l'administration. L'idée retenue fut de capturer les chats et de les emporter sur l'île de Palmaria. Ceci fait, la ville fut à nouveau envahie de chats quelques jours plus tard, cette invasion étant alors couramment appelée le rendez-vous des « chats de Palmaria ». Cependant, ils disparurent peu à peu de la ville.
- La partie occidentale de l'île a hébergé l'équipe cinématographique du film Les Canons de Navarone, servant de cadre à la scène finale du film.